# 옘틀란드 공화국의 국기
옘틀란드 공화국의 국기는 1983년 Kent Backman, Bo Oscarsson에 의해 만들어졌다. 하늘색은 하늘을 상징하고, 흰색과 초록색은 산과 산림을 의미한다.